# Kévin Rolland
Kévin Rolland (* 10. August 1989 in Bourg-Saint-Maurice) ist ein französischer Freestyle-Skier. Er startet in der Disziplin Halfpipe.

## Werdegang
Rolland hatte im Januar 2006 in Les Contamines sein Weltcupdebüt, welches er auf dem zehnten Platz beendete. Bei den Juniorenweltmeisterschaften 2007 in Airolo holte er die Goldmedaille. Im Januar 2008 erreichte er in Les Contamines mit dem zweiten Platz seine erste Podestplatzierung im Weltcup. In der Saison 2008/09 gewann er in Park City und in La Plagne. In Les Contamines belegte er den dritten Platz und beendete die Saison auf den sechsten Rang im Gesamtweltcup und den ersten Rang im Halfpipe-Weltcup. Bei den Freestyle-Skiing-Weltmeisterschaften 2009 in Inawashiro wurde er Weltmeister auf der Halfpipe. Im März 2009 erreichte er den zweiten Platz bei den Nippon Open in Inawashiro. Im Januar 2010 siegte er bei der Winter Dew Tour am Mount Snow. Bei den Winter-X-Games 2010 in Aspen gewann er Gold auf der Superpipe und Bronze im Superpipe High Air Wettbewerb. Im März 2010 holte er bei den Winter-X-Games-Europe in Tignes ebenfalls Gold auf der Superpipe.
Zu Beginn der Saison 2010/11 gewann Rolland beim King of Style in Stockholm. Es folgt der dritte Platz bei der Winter Dew Tour in Breckenridge und erste Plätze in Killington und in Snowbasin. Bei den Winter-X-Games 2011 und den Winter-X-Games-Europe 2011 verteidigte er seine Titel aus den Vorjahr. Im Februar 2011 gewann er Silber bei den Freestyle-Skiing-Weltmeisterschaften in Park City. Zum Saisonende holte er in La Plagne seinen dritten Weltcupsieg. In der folgenden Saison errang er bei der Winter Dew Tour in Snowbasin den zweiten Platz und in Breckenridge den ersten Rang. In der Saison 2012/13 kam er im Weltcup in Park City auf den dritten Platz. Im März 2013 belegte er bei den Freestyle-Skiing-Weltmeisterschaften in Oslo den siebten Platz. Im selben Monat holte er bei den Winter-X-Games-Europe 2013 in Tignes die Bronzemedaille. Zu Beginn der Saison 2013/14 errang er im Weltcup in Copper Mountain den zweiten Platz. Es folgte im Januar 2014 ein dritter Rang in Breckenridge. Im selben Monat siegte er beim US Grand Prix in Park City und gewann bei den Winter-X-Games 2014 die Silbermedaille. Bei seiner ersten Olympiateilnahme 2014 in Sotschi holte er Bronze im Halfpipe-Wettbewerb. Im März 2014 siegte er bei der SFR Tour in Tignes.
In der Saison 2014/15 kam Rolland auf den dritten Platz bei den Winter Dew Tour in Breckenridge und den zweiten Platz beim US Grand Prix und FIS-Weltcup in Park City. Bei den Winter-X-Games 2015 in Aspen holte er wie im Vorjahr die Silbermedaille. Die Saison beendete er auf dem dritten Rang im Halfpipe-Weltcup. Zu Beginn der Saison 2015/16 holte er in Cardrona seinen vierten Weltcupsieg. Bei den Winter-X-Games 2016 in Aspen gewann er die Goldmedaille auf der Superpipe. Im Februar 2016 belegte er beim U.S. Grand Prix und Weltcup in Park City den dritten Platz und bei den X-Games Oslo 2016 in Oslo den sechsten Rang. Im folgenden Monat siegte er bei der SFR Freestyle Tour und Weltcup in Tignes und erreichte zum Saisonende den zweiten Platz Gesamtweltcup und den ersten Rang im Halfpipe-Weltcup. In der Saison 2016/17 siegte er beim U.S. Grand Prix und Weltcup in Copper Mountain und belegte beim Weltcup in Tignes den dritten Platz. Er gewann damit wie im Vorjahr den Halfpipe-Weltcup und errang zudem den 11. Platz im Gesamtweltcup. Bei den Winter-X-Games 2017 wurde er Achter. Im März 2017 holte er bei den Freestyle-Skiing-Weltmeisterschaften in Sierra Nevada die Bronzemedaille. In der folgenden Saison errang er beim Weltcup in Cardrona den zweiten Platz bei der Winter Dew Tour in Breckenridge den dritten Platz. Bei den Winter-X-Games 2018 in Aspen belegte er den neunten Platz und bei den Olympischen Winterspielen 2018 in Pyeongchang den 11. Rang.
Rolland gewann bei den Weltmeisterschaften 2019 in Park City die Silbermedaille.

## Erfolge
Saison 2006/07
- 1. Platz Juniorenweltmeisterschaften in Airolo, Halfpipe

Saison 2007/08
- 2. Platz Freestyle-Skiing-Weltcup in Les Contamines, Halfpipe

Saison 2008/09
- 1. Platz Freestyle-Skiing-Weltcup in Park City, Halfpipe
- 1. Platz Freestyle-Skiing-Weltmeisterschaften 2009 in Inawashiro, Halfpipe
- 1. Platz Freestyle-Skiing-Weltcup in La Plagne, Halfpipe
- 1. Platz Halfpipe-Weltcup
- 2. Platz Nippon Open in Inawashiro, Halfpipe
- 3. Platz Freestyle-Skiing-Weltcup in Les Contamines, Halfpipe

Saison 2009/10
- 1. Platz Winter-X-Games 2010 in Aspen, Superpipe
- 1. Platz Winter Dew Tour am Mount Snow, Halfpipe
- 1. Platz Winter-X-Games-Europe 2010 in Tignes, Halfpipe
- 3. Platz Winter-X-Games 2010 in Aspen, Superpipe High Air

Saison 2010/11
- 1. Platz King of Style in Stockholm, Big Air
- 1. Platz Winter Dew Tour in Killington, Halfpipe
- 1. Platz Winter-X-Games 2011 in Aspen, Superpipe
- 1. Platz Winter Dew Tour in Snowbasin, Halfpipe
- 1. Platz Winter-X-Games-Europe 2011 in Tignes, Halfpipe
- 1. Platz Freestyle-Skiing-Weltcup in La Plagne, Halfpipe
- 2. Platz Freestyle-Skiing-Weltmeisterschaften 2011 in Park City, Halfpipe
- 3. Platz Winter Dew Tour in Breckenridge, Halfpipe

Saison 2011/12
- 1. Platz Winter Dew Tour in Breckenridge, Halfpipe
- 2. Platz Winter Dew Tour in Snowbasin, Halfpipe

Saison 2012/13
- 3. Platz U.S. Grand Prix und Weltcup in Park City, Halfpipe
- 3. Platz Winter-X-Games-Europe 2013 in Tignes, Halfpipe

Saison 2013/14
- 1. Platz U.S. Grand Prix und Weltcup in Park City, Halfpipe
- 1. Platz SFR Tour in Tignes, Halfpipe
- 2. Platz U.S. Grand Prix und Weltcup in Copper Mountain, Halfpipe
- 2. Platz Winter-X-Games 2014 in Aspen, Superpipe
- 3. Platz U.S. Grand Prix und Weltcup in Breckenridge, Halfpipe
- 3. Platz Olympische Winterspiele 2014 in Sotschi, Halfpipe

Saison 2014/15
- 2. Platz Winter-X-Games 2015 in Aspen, Superpipe
- 2. Platz U.S. Grand Prix und Weltcup in Park City, Halfpipe
- 3. Platz Winter Dew Tour in Breckenridge, Halfpipe
- 3. Platz Halfpipe-Weltcup

Saison 2015/16
- 1. Platz New Zealand Winter Games und Weltcup in Cardrona, Halfpipe
- 1. Platz Winter-X-Games 2016 in Aspen, Superpipe
- 1. Platz SFR Tour und Weltcup in Tignes, Halfpipe
- 1. Platz Halfpipe-Weltcup
- 2. Platz Gesamtweltcup
- 3. Platz U.S. Grand Prix und Weltcup in Park City, Halfpipe

Saison 2016/17
- 1. Platz U.S. Grand Prix und Weltcup in Copper Mountain, Halfpipe
- 1. Platz Halfpipe-Weltcup
- 3. Platz Weltcup in Tignes, Halfpipe
- 3. Platz Freestyle-Skiing-Weltmeisterschaften 2017 in Sierra Nevada, Halfpipe

Saison 2017/18
- 2. Platz Cardrona Games und Weltcup in Cardrona, Halfpipe
- 3. Platz Winter Dew Tour in Breckenridge, Halfpipe

Saison 2018/19
- 2. Platz Freestyle-Skiing-Weltmeisterschaften 2019 in Park City